# پانیکولیت سپتال
پانیکولیت سپتال به انگلیسی:  Septal panniculitis نوعی بیماری است که در آن چربی زیر جلدی بر روی لایۀ بافت چربی که بین درم و نیام زیرین قرار دارد، تأثیر می‌گذارد. این بیماری به دو شکل دیده می‌شود: اریتم گرهی حاد و اریتم گرهی مزمن.

## همچنین ببینید
- اریتم گرهی
- بیماریهای پوستی حاد
- پانیکولیت
- ضایعه پوستی